# ムン・テイル
ムン・テイル（朝: 문태일、中: 文泰一、英: Moon Tae-il、1994年6月14日 - ）は、韓国・ソウル特別市出身の元歌手。男性アイドルグループ・NCTの元メンバー。かつてはSMエンタテインメントに所属していた。当時の活動名は、テイル。ポジションはメインボーカル。2016年4月、NCT Uでデビュー。同年7月、ソウルを拠点として活動するユニット・NCT 127でデビュー。2024年8月28日、NCTを脱退。同年10月15日、SMエンタテインメント退社。

## 来歴

### 生い立ち・SMエンタテインメント入社・SMルーキーズとして
- 1994年6月14日、ソウル特別市東大門区長安洞で生まれる[2]。高校では、実用音楽学科に入学した[3]。
- 2013年、青少年歌謡祭で歌っていたところをキャスティングされ[4]、練習生として、SMエンタテインメントに入社。SMエンタテインメントと漢陽大学実用音楽学科に同時に合格したため[5]、どちらかを諦めなければならない状況であった。1ヶ月間悩んだ後、大学進学を決意したが、説得を受け、最終的にSMエンタテインメント入社を選んだ[6]。
- 10月13日、SMルーキーズとして、正式に公開された。
- 2015年9月、KBS 2TV『客主 〜商売の神〜』のOST「Because of You」に参加[7][8]。また同月、SMルーキーズの定期公演「SM ROOKIES SHOW」に出演[9]。

### NCTとして（2016年 - 2020年）
2016年
- 2月14日、タイで開催された「SM ROOKIES SHOW」に出演[10]。
- 4月6日、NCT Uのメンバーとして公開された[11]。
- 4月10日、NCT Uとして参加したデジタルシングル「WITHOUT YOU」が発表された[11]。
- 7月4日、NCTの2つ目のユニット・NCT 127のデビューメンバーとして公開された[8]。
- 7月7日、NCT 127が、Mnet『M COUNTDOWN』で「Fire Truck」のデビューステージを披露し、正式デビュー[12]。
- 12月30日、デジタル音源公開チャンネル・SM STATIONにて公開された「Sound of Your Heart」に参加[13]。

2017年
- 8月7日、KBS 2TV『恋するレモネード』のOST「Stay in My Life」が公開された[14]。

2018年
- 1月12日、「SM STATION」シーズン2から公開されたデジタルシングル「Timeless」にNCT Uとして参加[15]。なお、本楽曲は、SMルーキーズ時代から「SM ROOKIES SHOW」等で披露されていた[16]。
- 1月30日、NCT Uとして参加したKBS 2TV『ラジオロマンス 〜愛のリクエスト〜』のOST「Radio Romance」が公開された[17]。
- 5月23日、所属ユニット・NCT 127がミニアルバム『Chain』をリリースし、日本デビュー[18]。

2019年
- 3月30日、SOHLHEEのデビューシングル「Purple」に参加[19]。
- 11月17日、MBCにて放送されたコンテスト番組『覆面歌王』に出演し[20]、ペク・イェリン「Across the universe」を披露した[21]。
- 12月13日、「STATION X 4 LOVEs for Winter」から公開された「Coming Home」にNCT Uとして参加[22]。

2020年
- 10月19日、NCT Uとして参加した「From Home」のミュージックビデオが公開された。

### ソロ活動・ギネス世界記録保持者に（2021年 - 2023年）
2021年
- 4月11日、ムン・スジンとのコラボレーションシングル「あの月」をリリース[23]。
- 7月、作曲家のキム・ミンギの楽曲「朝露」リリース50周年を記念したトリビュート・アルバムに参加し「Beautiful Person」を歌った[24]。
- 7月6日、Instagramの個人アカウントを開設。「インスタグラムで100万フォロワーを獲得した最速タイム（Fastest time to reach 1 million followers on Instagram）」を1時間45分で更新し、ギネス世界記録に認定された[2][25]。
- 10月11日、Raidenのミニアルバム『Love Right Back』タイトル曲「Love Right Back」に、lIlBOIとフィーチャリングで参加した[26]。
- 12月27日、ウィンターアルバム『2021 Winter SMTOWN : SMCU EXPRESS』の収録曲「Ordinary Day」に参加した[27]。

2022年
- 2月13日、tvN『二十五、二十一』のOST「Starlight」が公開された[28]。
- 5月18日、日本公式サイトより、新型コロナウイルス感染症の陽性判定を受けたと発表された[29]。
- 7月19日、NCT Uとして参加した「Rain Day」が公開された[30]。
- 12月26日、ウィンターアルバム『2022 Winter SMTOWN : SMCU PALACE』の収録曲「Happier」に参加した。

2023年
- 2月9日、Netflix『その恋、断固お断りします』のOST「Lovey Dovey」が公開された[31]。
- 6月14日、YouTube公式チャンネルを開設した[32]。
- 8月15日、SMエンタテインメントより、バイクで帰宅途中に交通事故に遭い、右太ももを骨折したため、しばらく全てのスケジュールを中断し、治療と回復に専念することが発表された[33]。
- 8月30日、NCT 127のドキュメンタリー番組『NCT 127: THE LOST BOYS』より、自作曲「Will Be」を公開した。
- 9月7日、NCT Uとして参加した「N.Y.C.T」が公開された[34]。
- 9月22日、Netflix『剣の詩』のメインタイトル曲「Bandit」が公開された[35]。
- 11月26日、ソウル・KSPO DOMEにて開催されたNCT 127の単独コンサート「NCT 127 3RD TOUR 'NEO CITY : SEOUL - THE UNITY'」にメンバーを応援するために会場へ駆けつけた[36]。松葉杖をつきながらステージに上がり、メンバーたちと一緒に歌う姿を披露した[36]。

### グループ脱退・事務所退社（2024年）
2024年
- 2月4日、tvN『魅惑の人』のOST「Wave」が公開された[37]。
- 3月12日、シン・ヒュンボの25周年プロジェクトとして、ヒット曲をリメイクするシリーズワークの第1弾で「Weird」が公開された[38]。
- 5月1日、YouTubeで公開されたNCT 127のバラエティコンテンツ「127 VIBE（심야 놀이공원）」より活動を再開した。
- 5月11日、MBN『世子が消えた』のOST「Stay By My Side」が公開された[39]。
- 8月28日、SMエンタテインメント公式Xより、性犯罪関連の刑事事件で告訴されたとしてNCTを脱退することが発表された[40][41][42]。
- 9月13日、ソウル方背警察署は性犯罪に関与した疑いで、テイルを書類送検したと発表した[43]。
- 10月7日、朝鮮日報はテイルが酒に酔った女性を2人の知人とともに性暴行したとして、性暴力犯罪の処罰などに関する法律違反（特殊準強姦）の疑いで警察の捜査を受けたと報じた[44][45]。
- 10月15日、SMエンタテインメントとの契約を解除[46]。

### 刑事裁判（2025年 - ）
- 3月4日、韓国日報はテイルと共犯者2人がソウル中央地検女性児童犯罪調査1部によって、性的暴行処罰法の特殊準強姦の疑いで裁判にかけられた（在宅起訴）と報じた[47][48]。
  - 心身喪失や抗拒不能状態の相手を2人以上で姦淫した場合に成立する特殊準強姦罪が適用された[47][49]。
  - ソウル方背警察署は被害者からの通報後、被疑者3人に対して拘束令状を申請したが、裁判所は「被疑者らが犯行を認めたため、拘束の必要性が低い」としてこれを却下した[47][48]。
- 6月18日、ソウル中央地方法院はテイルを含めた計3人の性暴力犯罪の処罰などに関する特例法違反（特殊準強姦）容疑の初公判を開いた[50]。
  - 検察の調査によると、テイルは知人2人と昨年6月13日、梨泰院のクラブで偶然被害者と出会い酒を飲んだ後、被害者をタクシーに乗せて盤浦洞（パンポドン）にある被告人の住居に移動した[51]。その後午前4時から4時30分頃まで、泥酔して意識を失った被害者を強姦した[51]。また、犯行後に被害者を住居から遠く離れた場所に移してタクシーに乗せて送り返そうとしたという[51]。
  - 検察は「この事件は被告人たちが外国人女性旅行客と梨泰院で出会い、自宅に連れて行って集団強姦した事件であり、罪質が悪く非常に深刻だ」「（被害者を）帰す際にも、わざと別の場所でタクシーに乗せようとした。外国人であることを考慮して、記憶に残らないようにするか、警察の追跡を避けようとした意図があるように見える」と指摘した[52]。
  - テイルは公訴事実をすべて認め、検察はテイルを含めた3人の被告人に対して懲役7年と就業制限10年を求刑した[50]。
  - 求刑に対し、テイルは「被害者に大きな被害を与えたことを後悔しており、申し訳ない気持ちを持っている」と述べ、「失望させてしまったすべての方々に謝罪したい」と頭を下げたという[52]。
- 7月10日、ソウル中央地方法院は判決公判で、テイルに対し懲役3年6ヶ月の実刑判決を宣告した[53]。
  - 地裁は、酒に酔った被害者の抗拒不能の状態を利用し、集団で性暴力を加えた犯行は「極めて悪質」で、「被害者は外国人旅行客であり、慣れない場所で犯罪被害に遭い、精神的に大きな苦痛を被ったとみられる」と指摘した[53]。
  - 3人とも初犯で犯行を認めている点や、示談が成立し被害者が処罰を望んでいない点などによって情状酌量が認められた[53]。
  - 性暴力治療プログラム40時間受講、身上情報公開告知、児童・青少年関連機関及び障害者関連機関への5年間の就業制限なども併せて命じられた[54]。
- 7月15日〜16日、検察とテイルの双方が判決を不服として控訴した[55]。
  - 7月15日、検察は懲役7年を求刑していたことから、判決が軽いと判断して控訴した[56]。
  - 7月16日、テイルは「自首書を警察に提出し、苦労して中国人の被害者と合意をまとめ、処罰不願書も受け取った」と減刑を主張していたことから、判決が重いとして、控訴状を提出した[56]。

## 人物

### ニックネーム・自己紹介
血液型はO型。3歳下の妹がいる。NCTの最年長メンバーであった。MOON（ムン）から、絵文字では、月に例えられる事も多い。ニックネームは「テディベア」。メンバーからよく抱きつかれたりする事が多く、出演したバラエティ番組ではMCの方に「キャンペーンボディ」と絶賛された。dTV『NCT 127 おしえてJAPAN!』で披露したダジャレ自己紹介は「北斗百れチュ拳、お前はもう惚れテイル」。

### 性格
温厚でマイペースな性格。MBTIはISFP型。イタズラ好きの一面があり、メンバーのドヨンによると、頭を洗い終わった後にシャンプーをかけられたり、洗顔フォームに歯磨き粉を混ぜられたことがあるという。

### 趣味・嗜好
好きな食べ物はココナッツ。ハマるとずっとハマるタイプで、ピザや、サムギョプサルも好き。サムギョプサルは、15日間連続で食べたという、一緒に暮らすメンバーからのタレコミもある。趣味は音楽を聴くこと、映画鑑賞、肉。好きなアーティストはSHINee、DPR LIVE、スティーヴィー・ワンダー。「テイルズバタフライ」と名付けられたダンベル運動をする。オーディオ機器にこだわりがあり、好きなオーディオメーカーはFocalである。

### 交友関係
- 2017年11月、SMエンタテインメントのハロウィンパーティで『美女と野獣』のヒロイン・ベルのコスプレを披露した[73]。なお、その際、Red Velvetのイェリとコスチュームと化粧が被ってしまった[73]。ちなみに2018年は、シンプルなコスプレがテーマで、郵便局員のコスプレを披露[74]。
- 東方神起・ユンホと親交がある[75]。
- 2018年11月、アプリケーション「スターパス」の「キャロルソング（クリスマスキャロル）を歌って欲しいアイドルは？」のランキング投票で3位を獲得[76][7]。

## 参加作品

### NCT U
| 公開日 | 公開日   | タイトル              | 収録アルバム             | ミュージックビデオ |
| ------ | -------- | --------------------- | ------------------------ | ------------------ |
| 2016年 | 4月10日  | WITHOUT YOU           | NCT 2018 Empathy         | WITHOUT YOU        |
| 2018年 | 1月12日  | Timeless              | NCT 2018 Empathy         | -                  |
| 2018年 | 1月30日  | Radio Romance         | ラジオロマンス OST       | -                  |
| 2018年 | 9月7日   | New Dream             | トッコ リワインド OST    | -                  |
| 2019年 | 12月13日 | Coming Home           | -                        | Coming Home        |
| 2020年 | 10月12日 | Dancing In The Rain   | NCT 2020 RESONANCE Pt. 1 | -                  |
| 2020年 | 10月12日 | Faded In My Last Song | NCT 2020 RESONANCE Pt. 1 | -                  |
| 2020年 | 10月12日 | From Home             | NCT 2020 RESONANCE Pt. 1 | From Home          |
| 2020年 | 11月23日 | Raise the Roof        | NCT 2020 RESONANCE Pt. 2 | -                  |
| 2020年 | 11月23日 | My Everything         | NCT 2020 RESONANCE Pt. 2 | -                  |
| 2021年 | 12月14日 | Round&Round           | Universe                 | -                  |
| 2021年 | 12月14日 | Sweet Dream           | Universe                 | -                  |
| 2021年 | 12月14日 | Good Night            | Universe                 | -                  |
| 2022年 | 7月19日  | Rain Day              | -                        | Rain Day           |
| 2023年 | 8月28日  | The BAT               | Golden Age               | -                  |
| 2023年 | 8月28日  | Kangaroo              | Golden Age               | -                  |
| 2023年 | 8月28日  | Not Your Fault        | Golden Age               | -                  |
| 2023年 | 9月7日   | N.Y.C.T               | -                        | N.Y.C.T            |

### 劇中歌
- 「Because of You」- KBS『客主 〜商売の神〜』OST[7]
- 「Stay in My Life」- KBS 2TV『恋するレモネード』OST[14]
- 「Starlight」- tvN『二十五、二十一』OST[28]
- 「Lovey Dovey」- Netflix『その恋、断固お断りします』OST
- 「Bandit」- Netflix『剣の詩』メインタイトル曲
- 「Wave」- tvN『魅惑の人』OST
- 「Stay By My Side」- MBN『世子が消えた』OST

### フィーチャリング
- 「Purple」- SOHLHEEのデビューシングル（2019年）[19] - ミュージックビデオ

### コラボレーション
- 「あの月」- ムン・スジン（2021年）[23]
- 「Ordinary Day」- キュヒョン、オンユ（2021年）[27]
- 「Happier」- Kangta、イェソン、スホ、ロンジュン（2022年）

### アルバム曲
- 「Beautiful Person」- キム・ミンギのトリビュート・アルバムより（2021年）[24]
- 「Love Right Back」- Raidenのミニアルバム『Love Right Back』より（2021年）[26] - ミュージックビデオ

### カバー・リメイク
- 「The Christmas Song (Justin Bieber feat. Usher)」（2018年12月24日）[77]
- 「Baby Baby (4MEN)」（2019年11月1日）[78]
- 「Time of Our Life (DAY6)」（2023年6月14日）[79]
- 「그대라는 시 (TAEYEON)」（2023年7月15日）[80]
- 「Weird」（2024年3月12日）[38]

## 出演

### スペシャルステージ
- YB「나는 나비」- MBC歌謡大祭典（2021年12月31日）[81]
- テイル「Starlight」- MUSIC UNIVERSE K-909（2023年7月15日）

### テレビ番組
- MBC「覆面歌王」（2019年11月）

## 受賞歴
- 第10回テンアジア・トップテン・アワード - Best K-Drama OST Artists部門、中国1位（2023年）[82]